# Peter Schaar

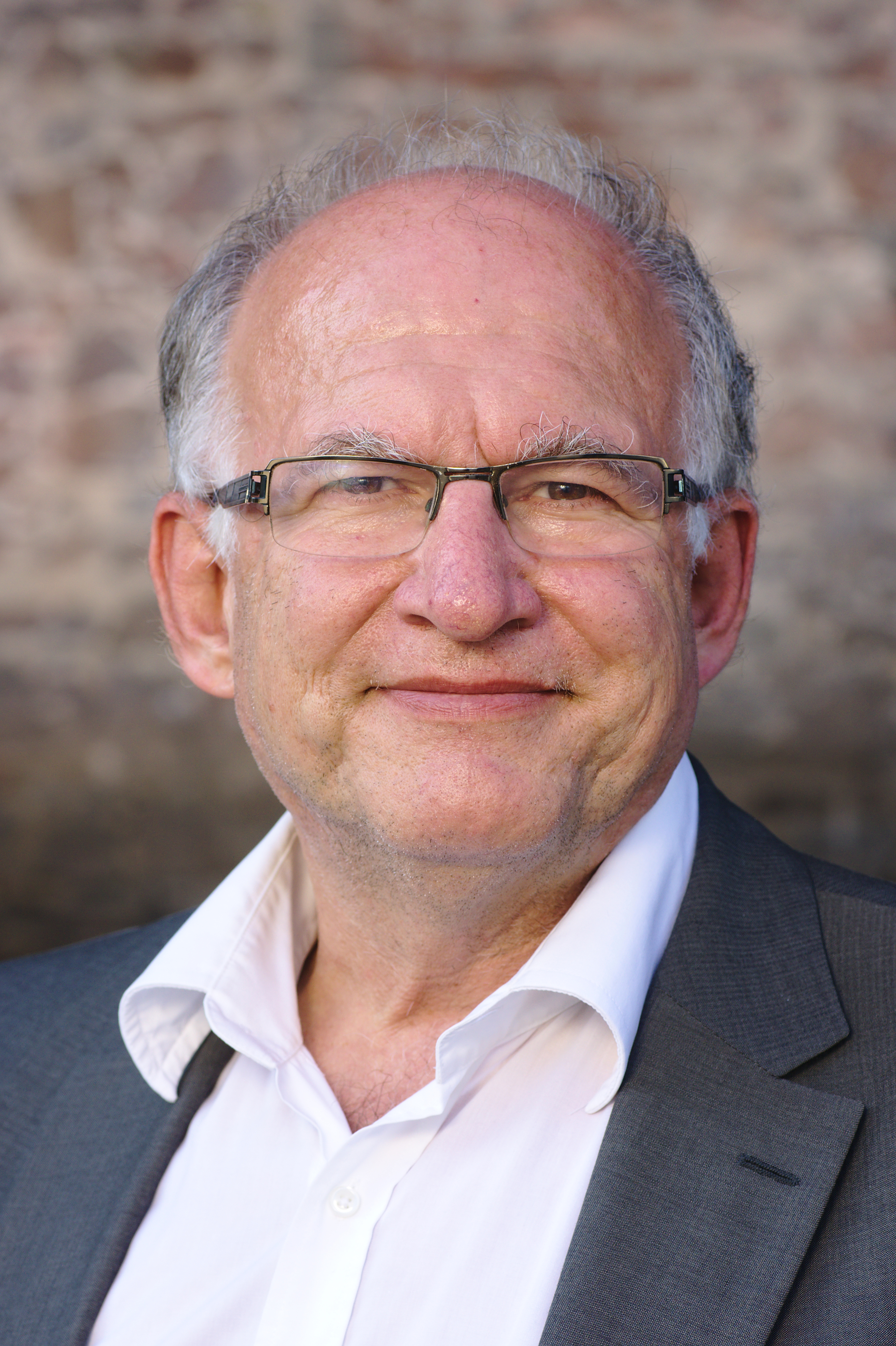
Peter Schaar (2013)

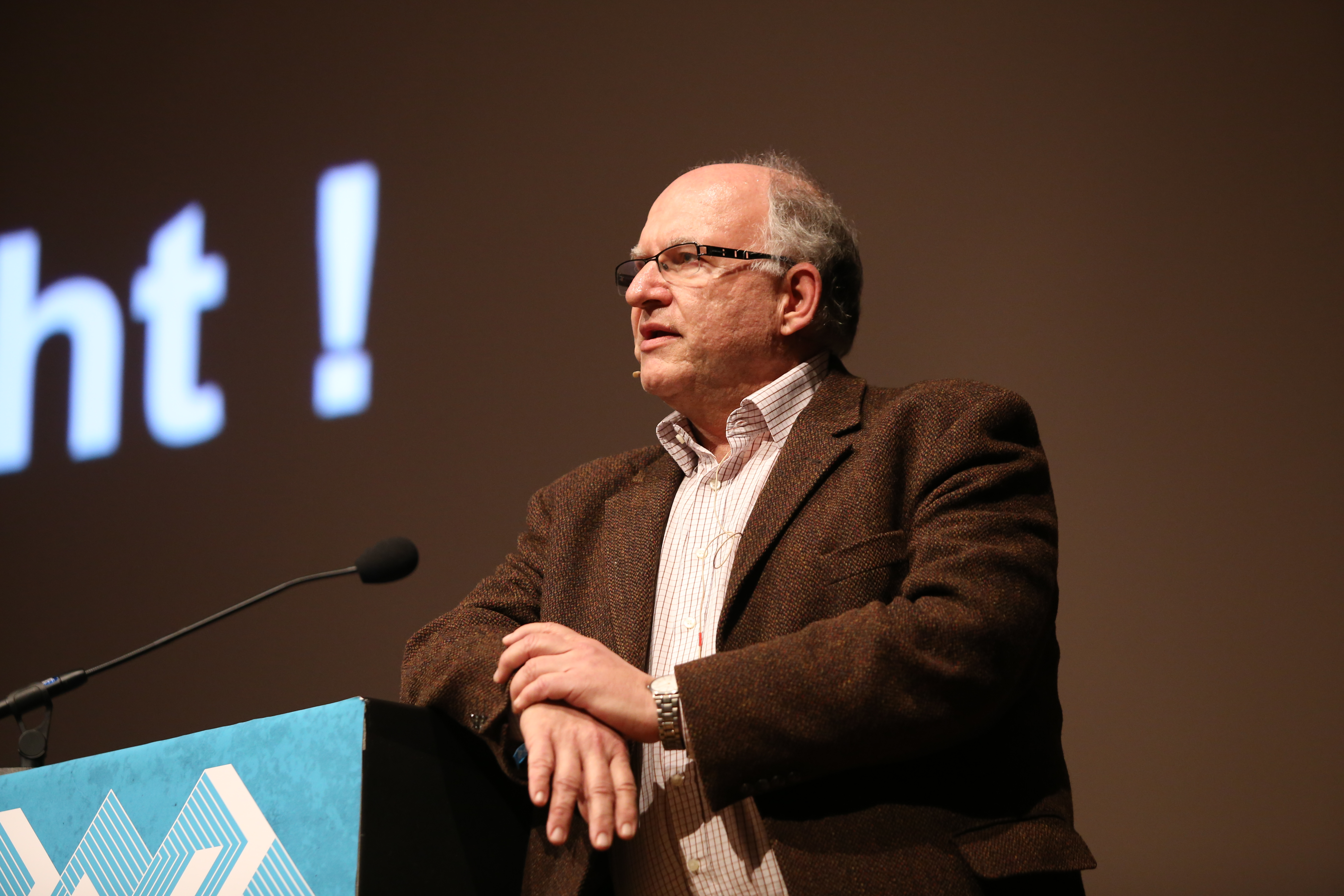
Peter Schaar bei einem Vortrag auf dem 30C3 in Hamburg (2013).

Peter Schaar (* 22. August 1954 in West-Berlin) war von 2003 bis 2013 Bundesbeauftragter für den Datenschutz und die Informationsfreiheit (BfDI).

## Leben
Schaar wuchs in West-Berlin auf. Sein Studium der Volkswirtschaftslehre absolvierte er an der Freien Universität Berlin, der Johann Wolfgang Goethe-Universität Frankfurt am Main und der Universität Hamburg. Anschließend war Schaar von 1980 bis 1986 in verschiedenen Funktionen in der Verwaltung der Freien und Hansestadt Hamburg tätig. Im Jahre 1986 wurde er zunächst Referatsleiter, 1994 dann stellvertretender Hamburgischer Datenschutzbeauftragter. 2002 wechselte Schaar vorübergehend in die Privatwirtschaft und gründete die PrivCom Datenschutz GmbH mit Sitz in Hamburg.
Ab dem 17. Dezember 2003 übte Schaar das Amt des Bundesbeauftragten für den Datenschutz aus. Der Deutsche Bundestag verlängerte Schaars Amtszeit auf Vorschlag der Bundesregierung am 26. November 2008 um eine weitere Amtsperiode, die am 16. Dezember 2013 endete. Seine Nachfolgerin wurde Andrea Voßhoff (CDU). Nachdem Schaars Ernennung Ende 2003 auf Vorschlag der Grünen noch mit vielen Gegenstimmen – vor allem von Seiten der CDU-/CSU-Fraktion – geschehen war, war die Wiederwahl eindeutig: Für Schaar stimmten 484 von 554 anwesenden Abgeordneten.
In seiner Funktion als Bundesdatenschutzbeauftragter war Schaar Mitglied der Artikel-29-Datenschutzgruppe der Datenschutzbeauftragten der EU-Mitgliedstaaten, die er von Februar 2004 bis Februar 2008 leitete. Er arbeitete in der International Working Group on Data Protection in Telecommunications der Internationalen Datenschutzkonferenz mit.
Seit 2007 ist er Lehrbeauftragter an der Universität Hamburg. Seit Januar 2016 leitet er die Schlichtungsstelle der Gesellschaft für die Telematikanwendungen der Gesundheitskarte (gematik).
Schaar engagiert sich in der Europäischen Akademie für Informationsfreiheit und Datenschutz (EAID), einem 2003 von Hansjürgen Garstka gegründeten Verein, dessen Vorstandsvorsitzender er seit September 2013 ist. Er ist Mitglied der Deutschen Gesellschaft für Informationsfreiheit, der Hamburger Datenschutzgesellschaft und der Gesellschaft für Informatik. Außerdem ist er Parteimitglied von Bündnis 90/Die Grünen. Eine dreißigjährige Mitgliedschaft in der  Humanistischen Union beendete Schaar am 8. März 2022 aufgrund einer Stellungnahme des Vereins zum Russischen Überfall auf die Ukraine.
Für sein Buch Das Ende der Privatsphäre erhielt Schaar 2008 den Preis der Friedrich-Ebert-Stiftung „Das politische Buch“.
Schaar ist Preisträger des eco Internet AWARD 2008, Sonderpreis der deutschen Internetwirtschaft des Eco Forum. Die Gesellschaft für Datenschutz und Datensicherheit (GDD) verlieh ihm am 14. November 2013 als erstem Preisträger den GDD-Datenschutzpreis. Am 4. Juni 2014 wurde er von der US-Patientenrechte-Organisation Patient Privacy Rights mit dem Louis D. Brandeis Privacy Award ausgezeichnet.
Peter Schaar lebt in Berlin. Er ist verheiratet und hat zwei Kinder.

## Schriften (Auswahl)
- Datenschutz im Internet – Die Grundlagen. 1. Auflage. München 2002, ISBN 3-406-48658-4.
- Das Ende der Privatsphäre – Der Weg in die Überwachungsgesellschaft. 2. Auflage. München 2007, ISBN 978-3-570-00993-2.
- Überwachung total – Wie wir in Zukunft unsere Daten schützen. Berlin 2014, ISBN 978-3-351-03295-1.
- Das digitale Wir – Unser Weg in die transparente Gesellschaft. Hamburg 2015, ISBN 978-3-89684-168-1.
- Trügerische Sicherheit: Wie die Terrorangst uns in den Ausnahmezustand treibt. edition Körber-Stiftung. Hamburg 2017, ISBN 978-3-89684-199-5.
- Diagnose: Digital-Desaster. Ist das Gesundheitswesen noch zu retten? Hirzel-Verlag, Stuttgart 2023, ISBN 978-3-7776-3316-9.
- Schöne neue Stadt – Überwachungsalbtraum Smart Cities? Hirzel-Verlag, Stuttgart 2024, ISBN 978-3-7776-2887-5.